# Пепеляшко Іван Михайлович
Іва́н Миха́йлович Пепеля́шко — майор Збройних сил України, військовий льотчик Збройних сил України, миротворець, учасник російсько-української війни.

## Життєпис
Народився 1988 року. Батьки — лікарі. Навчався в Новотроянівському навчально-виховному комплексі, який закінчив з відзнакою. Його дипломна робота стала найкращою на факультеті в Київському національному авіаційному університеті, де він здобув освіту (магістр). Гордість університету. Після навчання розпочав службу в 11-ій окремій бригаді армійської авіації, в/ч А1604, авіабаза Чорнобаївка, Херсонська область.
У складі миротворчої місії ООН спрямований до ДР Конго, для врегулювання військового конфлікту.
Повернувшись з Африки, служив на сході нашої країни з кінця червня 2014 року. З гелікоптера висаджував десантно-штурмові групи, доставляв поранених та загиблих до польових шпиталів, брав участь в евакуації з Іловайська та Дебальцевого.
31 жовтня 2014 року за особисту мужність і героїзм, виявлені у захисті державного суверенітету та територіальної цілісності України, вірність військовій присязі під час російсько-української війни, відзначений — нагороджений орденом «За мужність» III ступеня.
З 24 лютого 2022 року рішенням командування частини полетів на оборону Києва. У складі ударної групи вертольотів знищував військові колони, що йшли на Київ. За це був нагороджений орденом  «За мужність» II ступеня.
8 березня 2022 року в районі села Нова Басань (яке на той час було під окупацією) його Мі-8 збили з ЗРК (ТОР-М2). Після падіння зазнав перелому ноги й численних забоїв тіла. Разом з командиром екіпажу Олексієм Чижем їх викинуло з гелікоптера вибуховою хвилею. Місце падіння гелікоптера оточили російські військовики, які захопили їх у полон. На превеликий жаль, третій член екіпажу Володимир Скляр загинув на місці падіння.
14 квітня того ж року ГУР МО повідомляє, що він і Олексій Чиж звільнені з полону. Утримувалися в Курському СІЗО разом з іншими українськими бійцями, серед яких є й поранені. Деталей звільнення не розголошують.